# Jaume Llabrés i Mulet
Jaume Llabrés Mulet (Es Capdellà, Mallorca, 1954) és un historiador mallorquí. De formació autodidàctica, s'inicià com a col·laborador de premsa en temes mediambientals. Participà en els orígens del Grup Balear d’Ornitologia i Defensa de la Naturalesa (GOB) i en la fundació d’ARCA (Associació per a la defensa del patrimoni de Mallorca). Han escrit llibres sobre arquitectura monumental i jardins històrics, majoritàriament amb col·laboració amb Aina Pascual i David G. Murray. El 2010 rebé el premi “Jaume II” per part del Consell de Mallorca, i el 2017 rebé el premi Bartomeu Oliver, dels premis 31 de Desembre, de l'Obra Cultural Balear, ambdós amb Aina Pascual.